# MDR Fernsehen
«МДР Фернзеен» («MDR Fernsehen») — центрально-германская 3-я телепрограмма. Существует с 1 января 1992 года. Вещание по нейт ведётся Центрально-Германским радио. 

## Телепередачи
- «Захсеншпигель» («Sachsenspiegel») — телегазета Саксонии, ведётся журналистами;
- «Захсен-Анхальт хойте» («Sachsen-Anhalt heute») — телегазета Саксонии-Анхальт, ведётся журналистами;
- «Тюринген-Журналь» («Thüringen Journal») — телегазета Тюрингии, ведётся журналистами;
- «МДР Актуэль» («MDR Aktuell») — выпуски новостей в 10.55-11.00, 17.45-18.05 и 21.45-22.05;
- «МДР Актуэль» — 20-минутный выпуск новостей в 19.30 ведётся дикторами и журналистами.